# 行动领导 (纳粹党)
行动领导（Einsatzleiter）是纳粹党於1939年設立的一个中层政治衔级，該衔级替代了旧职衔办公室领导。与其前身一样，行动领导是一个很多党组织各个层级的人物都擁有的普通幕僚职衔，一般都负责行政和文书工作。